# Propionylierung
Die Propionylierung ist eine posttranslationale Modifikation von Proteinen.

## Eigenschaften
Propionylierungen kommen in Prokaryoten und Eukaryoten vor. Neben der Acetylierung, der Butyrylierung, der Crotonylierung, der Myristylierung und der Palmitoylierung ist sie eine Form der Acylierung von Proteinen. Die Propionylierung erfolgt sowohl an der ε-Aminogruppe von Lysinen als auch am N-Terminus. Propionylierte Proteine in Eukaryoten sind beispielsweise Histone. Vermutlich wird die Propionylierung in Eukaryoten durch die Enzyme p300 und CREB-Binding-Protein unter Verwendung von Propionyl-CoA katalysiert. Am N-Terminus wird die Propionylierung durch Naa10p (synonym NatA, von N-terminale Acetyltransferase A) katalysiert. Im Vergleich zur N-terminalen Acetylierung kommt die N-terminale Propionylierung von Proteinen selten vor, entsprechend der 20-fach höheren Konzentration von Acetyl-CoA im Vergleich zu Propionyl-CoA in der Zelle.